# 몬스터 헌터: 월드
《몬스터 헌터: 월드》(일본어: モンスターハンター：ワールド, 영어: Monster Hunter: World)는 캡콤에서 제작하고 발매한 액션 롤플레잉 게임이다. 《몬스터 헌터 시리즈》의 시리즈 중 하나로, 2018년 1월 플레이스테이션 4, 엑스박스 원 대응으로 발매되었다. 2019년 9월 6일에는 대용량 확장 콘텐츠 《몬스터 헌터 월드: 아이스본》(일본어: モンスターハンターワールド：アイスボーン, 영어: Monster Hunter World: Iceborne)이 발매되었다.

## 평가
| 평가 |                                        |
| --- | -------------------------------------- |
| 통합 점수 통합사 점수 메타크리틱 (PC) 88/100 [ 1 ] (PS4) 90/100 [ 2 ] (XONE) 90/100 [ 3 ] 평론 점수 평론사 점수 디스트럭토이드 9/10 [ 4 ] 에지 9/10 [ 5 ] EGM 9/10 [ 6 ] 패미츠 39/40 [ 7 ] 게임 인포머 9.5/10 [ 8 ] 게임스팟 8/10 [ 9 ] 게임스레이더+ [ 10 ] IGN 9.5/10 [ 11 ] PC 게이머 (US) 86/100 [ 12 ] 폴리곤 9/10 [ 13 ] VideoGamer.com 9/10 [ 14 ] |                                        |
| 통합 점수 |                                        |
| 통합사 | 점수                                   |
| 메타크리틱 | (PC) 88/100 (PS4) 90/100 (XONE) 90/100 |
| 평론 점수 |                                        |
| 평론사 | 점수                                   |
| 디스트럭토이드 | 9/10                                   |
| 에지 | 9/10                                   |
| EGM | 9/10                                   |
| 패미츠 | 39/40                                  |
| 게임 인포머 | 9.5/10                                 |
| 게임스팟 | 8/10                                   |
| 게임스레이더+ | [ 10 ]                                 |
| IGN | 9.5/10                                 |
| PC 게이머 (US) | 86/100                                 |
| 폴리곤 | 9/10                                   |
| VideoGamer.com | 9/10                                   |

## 게임 플레이
이 게임은 몬스터를 수렵하면서 스토리를 진행시키고 무기/방어구도 강화하고 진 최종보스를 두들겨 패고 심심하면 진최종보스 타임어택까지 하는 게임이다. 스토리를 끝내면 자유 퀘스트,이벤트 퀘스트,아니면 장식주 노가다를 한다거나 몬스터 헌터 월드: 아이스본을 사서 추가된 스토리를 진행하면 된다.
몬스터 헌터:월드의 스토리는 간단하게 요약하면
”플레이어는 신대륙에 온 5기단 헌터가 되어 몬스터를 사냥•포획하며 스토리를 진행하고 조라-마그다라오스라는 초대형 고룡을 바다로 유인시키고말이 유인시키는 거지 사실상 바다로 내쫒는거다 고룡들의 에너지로 탄생한 제노-지바를 토벌하는 등 여러 가지 일을 한다”
라는 느낌의 스토리다.
이 게임에는 총 14종류의 무기가 있으며 각 무기들은 공방구역에서 제작 및 몬스터의 소재로 강화하여 사용한다.(기본 무기,그러니까 광석 소재 파생 무기 1레벨 무기 정도는 준다. 아무래도 무기는 있어야 몹들도 잡고 무기도 강화시킬 수 있으니까.)
아래는 14종 무기의 이름이다.
-대검
-태도
-해머
-수렵피리
-한손검
-쌍검
-슬래시액스(일명 ‘슬액’)
-차지액스(일명 ‘차액’)
-랜스
-건랜스
-조충곤
-활
-라이트보우건
-헤비보우건
나중에 가면 무기에 커스텀 강화와 기존 광석/뼈 소재의 무기 디자인을 재탕한 무기만 할 수 있는 파츠 강화라는 것들을 할 수 있다.(방어구는 커강만 가능하다.)
커스텀 강화는 여러 종류(공격력 강화,치명타율 강화,방어력 강화쓰지 말자,속성/상태이상 강화,회복 커스텀 부여)가 있다. 근접 무기는 회복 커스텀 부여를 1순위, 속성 근접무기라면 속성/상태이상 강화를 2위, 상태이상/무속성/잠긴 속성의 무기는 공격력 강화를 2위로 둬야 한다. 원거리 무기는 깡뎀 중시면 공격력 강화 1순위, 속성 중시면 속성/상태이상 강화를 1순위로 두면 된다.
근접 무기들은 예리도(칼의 내구도라고 생각하면 됨, 예리도가 떨어진 상태에서 숫돌/예리어 지느러미/예리어 지느러미+를 쓰면 예리도가 최대치로 회복된다)라는 게 있고 원거리 무기들은 탄/병을 사용한다.(활은 병,라보 헤보는 탄)
탄은 1렙부터 3렙까지 있으며(몇몇 탄들은 2렙까지만 있다) 종류는 통상(기본)탄,관통탄,산탄,참렬탄,철갑유탄,속성(불,물,번개,얼음,용)탄, 경화(방어력 상승)탄,귀인(공격력 상승)탄, 상태이상(독,스테미나 탈취,수면,마비)탄, 회복탄 등이 있다.
몬스터 헌터:월드(아이스본)의 퀘스트는 여러 종류가 있다.
-임무 퀘스트
-자유 퀘스트
-조사 퀘스트(조사자원 관리소에서 관리 가능, 고인물들이 항상 포도퀘 포도퀘 하는 게 이거다.)
-이벤트 퀘스트(축제 중에는 항상 모든 이벤트 퀘스트가 열려있다.)
-특별 임무
몬스터 헌터:월드에는 다양한 몬스터들이 있다. 이 몬스터들은 5개의 필드(아본까지 포함하면 7개)에서 각자  자기만의 생활 방식으로 살아가고 있다.
필드의 종류는
고대수의 숲
개밋둑의 황야
육산호의 대지
독기의 골짜기
용결정의 땅
이 있다.
아이스본에서 추가된 필드들은
인도하는 땅
바다 건너 극한지
등등 많다.